# Saki Kubota
Sayuri Kume (久米小百合 Kume Sayuri?), también conocido como Saki Kubota (久保田早紀 Kubota Saki?), es una cantautora japonesa cuya canción "Ihojin" (異邦人?) (1979)  vendió más de 1,4 millones de copias y alcanzó el número 1 en la lista de sencillos japoneses.

## Lectura adicional
- CD & DVD Best Saki Kubota. Yumeki Magazine. 24 de junio de 2005.